# Anderson County (Kansas)
Anderson County is een county in de Amerikaanse staat Kansas.
De county heeft een landoppervlakte van 1.510 km² en telt 8.110 inwoners (volkstelling 2000). De hoofdplaats is Garnett.

## Bevolkingsontwikkeling

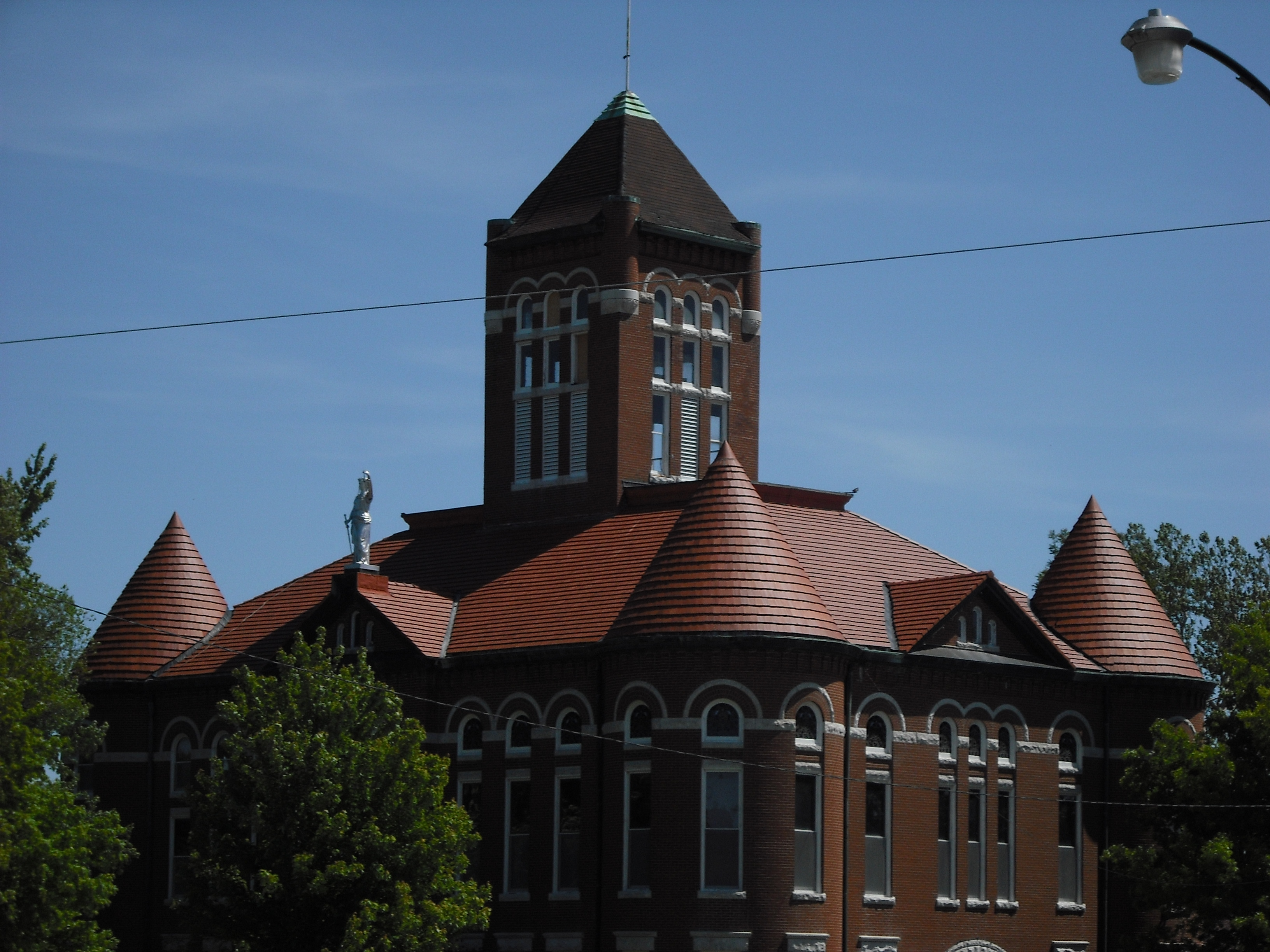
Anderson County Courthouse